# Élections municipales japonaises de 2023
Les élections municipales japonaises de 2023 ont lieu les 9 et 23 avril 2023 au Japon,.
Le Parti libéral-démocrate au pouvoir remporte une large victoire avec plus de la moitié des sièges des assemblées préfectorales et six gouverneurs sur les neuf à pourvoir.